# 老市政厅 (班贝格)

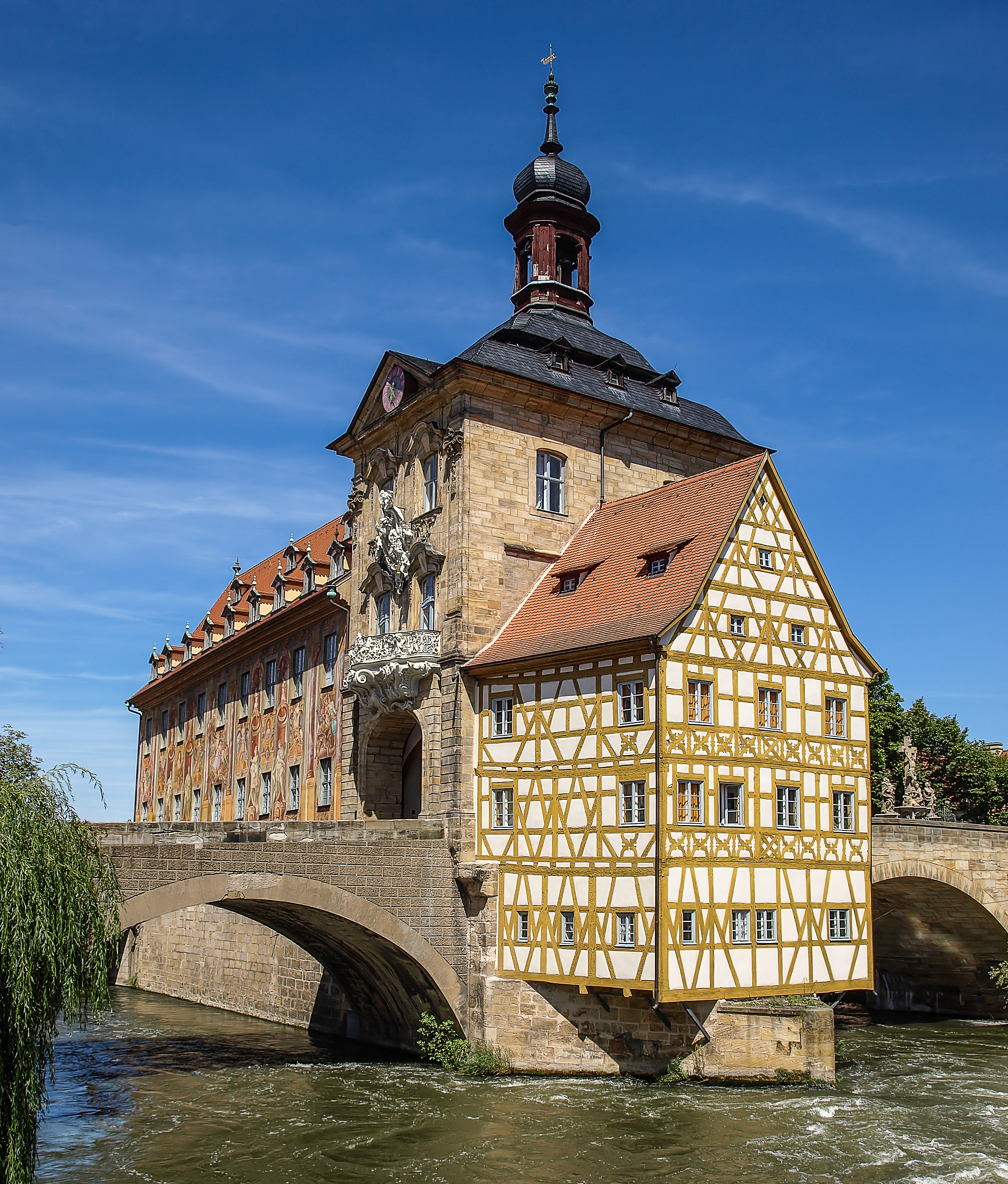
老市政厅

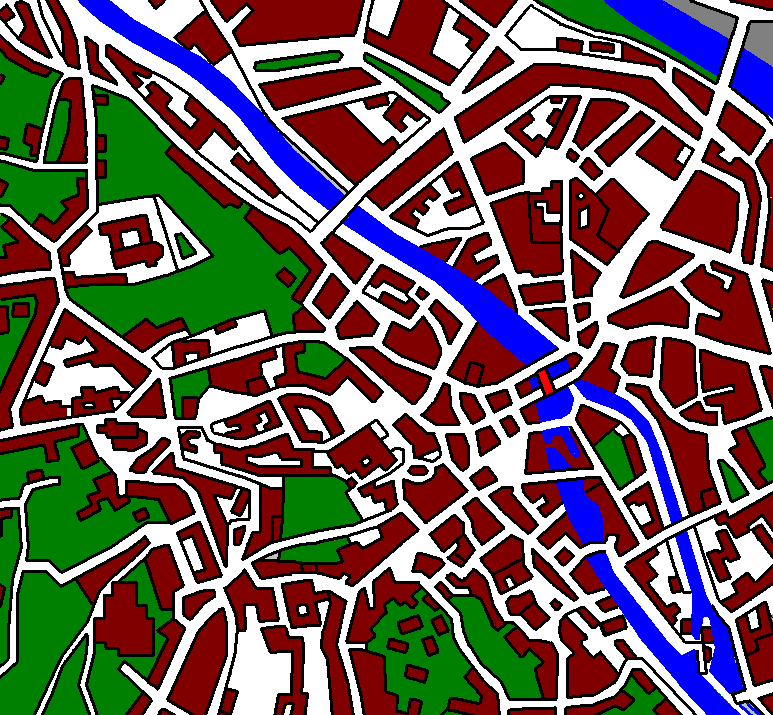
位置

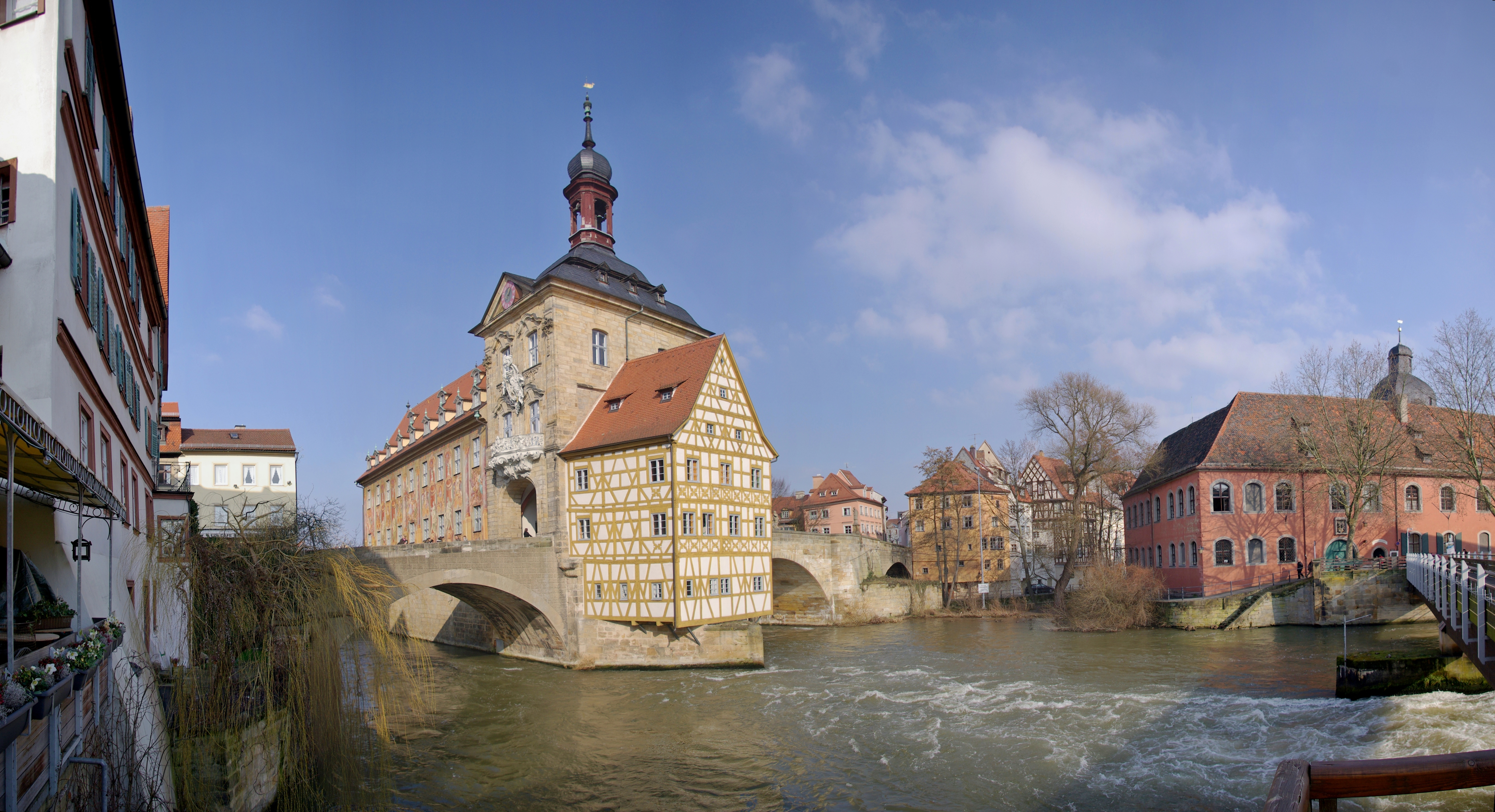

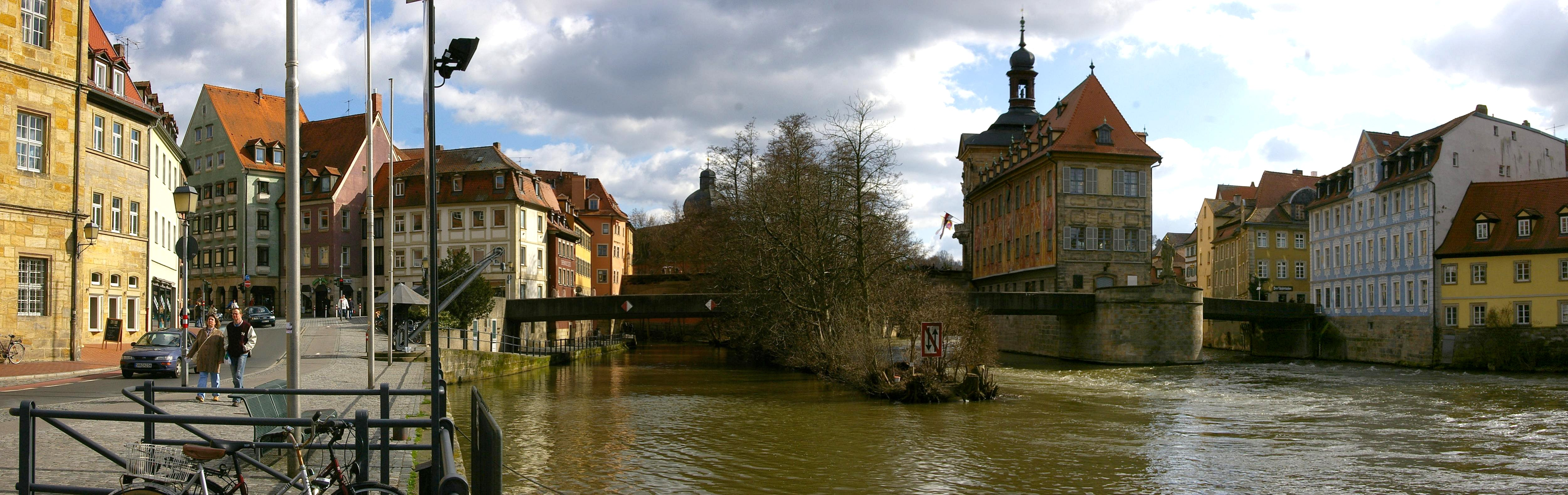

老市政厅（Alte Rathaus）是班贝格老城最重要的历史建筑之一。
班贝格兴建在雷格尼茨河中间，通过上，下两桥（原为私人桥梁）连接两岸。它是分开班贝格主教城和市民城的标志。现在内部设有欧洲最大的瓷器陈列之一。 

## 历史
1387年，老市政厅首次见于文献记载，在1461年至1467年改造重建为今天的形式。在这个阶段，主要是受哥特式的影响。
约翰·雅各布·迈克尔·库切尔在1744年至1756年设计的市政厅为多年的巴洛克和洛可可风格。1755年由约翰·安瓦尔在建筑两侧添加了壁画装饰。 
班贝格主教不愿将自己的土地给市民兴建市政厅。于是，狡猾的市民在雷格尼茨河中间兴建了一个人工岛，用于兴建市政厅。市政厅为主教城和市民城之间的边界。